# ريزدنت إيفل 3: نمسيس
ريزدنت إيفل 3: نمسيس (بالإنجليزية: Resident Evil 3: Nemesis)‏ والتي اُخرجت في اليابان باسم 'بيو هازارد 3: لاست إسكايب' هي من ألعاب رعب البقاء والإصدار الثالث من سلسلة ريزدنت إيفل المطورة والمنشورة من قبل كابكوم. هذه اللعبة اُخرجت على جهاز بلاي ستيشن ومن ثم حُولت على جهاز سيجا دريم كاست، والحواسيب الشخصية ونينتندو جيم كيوب وقد كانت الاً صدار الأخير من هذه السلسلة الذي اصدر على جهاز بلاي ستيشن.

## القصة
العميلة جيل فالنتاين والتي نجت من ريزدنت إيفل في الجزء الأول تعود هنا إلى مدينة راكون للبحث عن ناجين وللبحث أيضا في سجلات شركة امبريلا والتي كانت السبب الرئيسي في انتشار الفايروس المميت. تلتقي بأحد المرتزقة لتهرب معه من مدينة راكون بالمروحية بعد مواجهه صعبة مع التحدي الأكبر لها وهو وحش نيمسس والذي برمجته شركة امبريلا على قتل فرقة ستارز.

يحاول اللاعب، الذي يلعب دور جيل فالنتين، الهروب من الزومبي. مثل سابقاتها، يتميز النمط الرسومي للعبة بنماذج ثلاثية الأبعادعلى خلفيات تم تقديمها مسبقًا بزوايا كاميرا ثابتة.

وتلتقي هناك أيضاً ببعض المرتزقة من الناجين وهم: «كارلوس» و«نيكولاي» قائد الفريق و«مخائيل» ولكن نيكولاي يريد النجاة وحده لكي لا يفتضح أمر شركة أمبريلا وعند اللعب سيجد اللاعب ان «نيكولاي» المفترض أن يموت أكثر من مرة واحدة ولكن ستجده في مكان أخر وقد وفي نهاية المطاف يقتل نيكولاي من الوحش «نميسس» وفي سيناريو آخر تقتله جيل وهو في الطوافة وينجو في سيناريو آخر أما ميخايل فيقتله النمسيس في القطار.
تدور أحداث اللعبة في جو مشحون بالرعب مع وجود الزعيم نمسيس وأعداد هائلة من الزومبي ووجود وحوش قوية جدا كوحش الهنتر والكلاب السريعة والدودة العملاقة، وفي ظل هذا الرعب يتوجب على جيل حل العديد من الألغاز الصعبة في كثير من الأحيان. من مميزات هذه الللعبة هو تعدد السيناريوهات في حال اتخذت قرارات مختلفة في كل مرة تلعب اللعبة وكذلك تغير طريقة حل الالغاز.
وهناك سيناريو اخر يصاب فيه أبطال اللعبة بعدوى الفايروس ف«جيل» أصابها من بعد هجوم نمسيس على الطوافة عندما يقفز النمسيس من فوق ويهجم على «جيل» ويغرز فيها اسنانه ولن يلاحظ اللاعب أين غرزت بالضبط لأن رسوميات اللعبة لا يسمح بمشاهدة أكثر من نقاط خفيفة لذلك لن يلاحظ اللقطة عندما غرزها، وبعد أن يغرزها بثوان قليلة يحدث أحد هذين السيناريوهين: أما أن يقفز «كارلوس» ويحارب النمسيس ويهزمه (لكنه لم يمت) وبعدها يحارب اللاعب واما أن يحارب اللاعب قبل أن يأتي «كارلوس» والذي سيأتي ليقاتل بعد المعركة.
في كلتى الحالتين ستلجأ «جيل» إلى «برج الساعة» لحماية نفسها وبعدها ستجلب الـ «ترياق» وهو علاج الفايروس من المختبر وستواجه صعوبات عندما تحضرها وخاصة عندما يقف «النمسيس» بطريقها ويقوم بملاحقتها ولأن النمسيس وحش ذكي وقوي سيعرف بأن «كارلوس» يساعد «جيل» بالهروب وسوف يقرر ان يقتله «نمسيس» الذي برمج على أن يتبع عملاء S.T.A.R.S ومن يساعدهم وسيلاحظ بأن «نيكولاي» يتجنب الحديث مع جيل بعدما عرف انها من الفرقة لأنه يخشى ان يقتله النمسيس أيضا، وعندما يتمكن «النمسيس» من قتل نيكولاي يلاحظ اللاعب ان نيكولاي قد تحدث أخيراً مع «جيل» ولم يلاحظ ان «النمسيس» فوقه فأعتقد «النمسيس» بأنه يساعد جيل بالهروب بعد جلب الترياق عن طريق كارلوس وسوف يعود للعب في المرحلة الأخيرة حيث سوف تواجه «جيل» الدودة العملاقة (ليست صعبة المواجهة) ومن ثم ستواجه النمسيس وتقضي عليه للمرة الأخيرة ومن ثم سوف يعطيها «كارلوس» جهازا يخبرها بمدى اقتراب الصاروخ النووي الذي سيدمر المدينة بناء على امر رئيس الولايات المتحدة وتكمن المهمة الأخيرة في قتل أقوى وحش في اللعبة قبل أنتهاء الوقت المحدد لتهرب في طوافة مع كارلوس.

## النسخة المجددة
أُصدرت نسخة جديدة من اللعبة بعنوان ريزدنت إيفل 3 (لعبة فيديو 2020) في عام 2020. تعتمد طريقة اللعبة على التحكم من منظور الشخص الثالث، وتعمل على أر إي إنجن الخاص بشركة كابكوم. على الرغم من أن النسخة الجديدة من اللعبة تحتوي على نفس الفكرة الأساسية للعبة الأصلية، ولكن أُعيد ترتيب العديد من الأجزاء لصالح قصة أكثر ترابطًا وتركيزًا. كما أُزيلت بعض الميزات مثل النهايات المتعددة للعبة الأصلية، والعديد من المواقع ووضع The Mercenaries - Operation: Mad Jackal. تلقت اللعبة مراجعات إيجابية بشكل عام من النقاد.

## وصلات خارجية
- ريزدنت إيفل 3: نمسيس على موقع IMDb (الإنجليزية)
- الموقع الرسمي
 (باليابانية)
- Resident Evil 3: Nemesis على موبي غيمز